# Kretschmann-Skalar
Der Kretschmann-Skalar {\displaystyle K} (auch Kretschmann-Invariante oder Riemannsche Invariante; nach Erich Kretschmann, der ihn einführte) bezeichnet eine skalare Invariante im Bereich der Lorentzschen Mannigfaltigkeiten. Er kann als Maß für die Krümmung der Raumzeit in der allgemeinen Relativitätstheorie gedeutet werden.

## Definition
Der Kretschmann-Skalar {\displaystyle K} ist unter Verwendung der Einsteinschen Summenkonvention definiert als
{\displaystyle K=R_{\kappa \lambda \mu \nu }\,R^{\kappa \lambda \mu \nu }=\sum _{\kappa =0}^{3}\sum _{\lambda =0}^{3}\sum _{\mu =0}^{3}\sum _{\nu =0}^{3}R_{\kappa \lambda \mu \nu }\,R^{\kappa \lambda \mu \nu }}.
Hierbei bezeichnet {\displaystyle R_{\kappa \lambda \mu \nu }} den Riemannschen Krümmungstensor und {\displaystyle \,R^{\kappa \lambda \mu \nu }=\sum _{i=0}^{3}g^{\kappa i}\,\sum _{j=0}^{3}g^{\lambda j}\,\sum _{k=0}^{3}g^{\mu k}\,\sum _{l=0}^{3}g^{\nu l}\,R_{ijkl}\,}.
Für die vierdimensionale Raumzeit kann der Kretschmann-Skalar weiterhin durch den Weyl-Tensor {\displaystyle C_{\kappa \lambda \mu \nu }}, den Ricci-Tensor {\displaystyle R_{\kappa \lambda }} sowie den Ricci-Skalar {\displaystyle R} wie folgt ausgedrückt werden:
{\displaystyle K=C_{\kappa \lambda \mu \nu }\,C^{\kappa \lambda \mu \nu }+2R_{\kappa \lambda }\,R^{\kappa \lambda }-{\frac {1}{3}}R^{2}}

## Beispiele

### Kretschmann-Skalar der Schwarzschild-Metrik
Für die Schwarzschild-Metrik
{\displaystyle \mathrm {d} s^{2}=g_{\mu \nu }\mathrm {d} x^{\mu }\mathrm {d} x^{\nu }=\textstyle -\left(1-{\frac {r_{\mathrm {s} }}{r}}\right)c^{2}\mathrm {d} t^{2}+{\frac {1}{1-{\frac {r_{\mathrm {s} }}{r}}}}\mathrm {d} r^{2}+r^{2}\mathrm {d} \vartheta ^{2}+r^{2}\sin ^{2}\vartheta \mathrm {d} \varphi ^{2}}
mit der Zeitkoordinate {\displaystyle t}, den Kugelkoordinaten {\displaystyle (r,\vartheta ,\varphi )} und dem Schwarzschild-Radius {\displaystyle r_{\mathrm {s} }=2GM/c^{2}} ist der Kretschmann-Skalar mit dem Schwarzschild-Radius {\displaystyle r_{s}} gegeben durch:
{\displaystyle K_{\text{Schwarzschild}}=R_{\kappa \lambda \mu \nu }\,R^{\kappa \lambda \mu \nu }=\textstyle {\frac {12{r_{s}}^{2}}{r^{6}}}={\frac {48G^{2}M^{2}}{c^{4}r^{6}}}}
Der Kretschmann-Skalar verhält sich am Schwarzschild-Radius {\displaystyle r_{\mathrm {s} }}  völlig harmlos. Die Divergenz von {\displaystyle R_{\kappa \lambda \mu \nu }\,R^{\kappa \lambda \mu \nu }} bei {\displaystyle r=0} zeigt, dass hier eine echte physikalische Singularität lauert: Die Raumzeit ist hier unendlich gekrümmt.

### Kretschmann-Skalar der Kerr-Metrik
Für die Kerr-Metrik eines rotierenden Schwarzen Lochs der Masse {\displaystyle M} und des Drehimpulses {\displaystyle J}   lautet die Metrik mit dem Drehimpulsparameter {\displaystyle a=\textstyle {\frac {J}{Mc}}} in Boyer-Lindquist Koordinaten mit {\displaystyle r_{\mathrm {s} }=2GM/c^{2}}
{\displaystyle {\text{d}}s^{2}=\textstyle -\left(1-{\frac {r_{\mathrm {s} }r}{\rho ^{2}}}\right)c^{2}{\text{d}}t^{2}-{\frac {2r_{\mathrm {s} }ra\sin ^{2}\vartheta }{\rho ^{2}}}c{\text{d}}t{\text{d}}\varphi +{\frac {A}{\rho ^{2}}}\sin ^{2}\vartheta {\text{d}}\varphi ^{2}+{\frac {\rho ^{2}}{\Delta }}{\text{d}}r^{2}+\rho ^{2}{\text{d}}\vartheta ^{2}}
mit den Größen {\displaystyle \Delta =r^{2}-r_{\mathrm {s} }r+a^{2}}, {\displaystyle \rho ^{2}=r^{2}+a^{2}\cos ^{2}\vartheta } und {\displaystyle A=(r^{2}+a^{2})^{2}-a^{2}\Delta \sin ^{2}\vartheta }. Dabei ist {\displaystyle r=r_{z}} der fiktive Radius einer Referenzkugel mit dem kartesischen Polradius {\displaystyle r_{z}}. Dann ist der Kretschmann-Skalar
{\displaystyle {\begin{aligned}K_{\text{Kerr}}&=R_{\kappa \lambda \mu \nu }\,R^{\kappa \lambda \mu \nu }=\textstyle {\frac {12r_{\mathrm {s} }^{2}}{(r^{2}+a^{2}\cos ^{2}\vartheta )^{6}}}(r^{6}-15a^{2}r^{4}\cos ^{2}\vartheta +15a^{4}r^{2}\cos ^{4}\vartheta -a^{6}\cos ^{6}\vartheta )\\&=\textstyle {\frac {12r_{\mathrm {s} }^{2}}{(r^{2}+a^{2}\cos ^{2}\vartheta )^{6}}}(r^{2}-a^{2}\cos ^{2}\vartheta )(r^{4}-14a^{2}r^{2}\cos ^{2}\vartheta +a^{4}\cos ^{4}\vartheta )\\&=\textstyle {\frac {48G^{2}M^{2}}{c^{4}(r^{2}+a^{2}\cos ^{2}\vartheta )^{6}}}(r^{2}-a^{2}\cos ^{2}\vartheta )[(r^{2}+a^{2}\cos ^{2}\vartheta )^{2}-16a^{2}r^{2}\cos ^{2}\vartheta ]\end{aligned}}}
Der Kretschmann-Skalar {\displaystyle K_{\text{Kerr}}} geht für die verschwindende Rotation {\displaystyle a=0} über in {\displaystyle K_{\text{Schwarzschild}}}!
{\displaystyle K_{\text{Kerr}}} hat eine echte koordinatenunabhängige Singularität bei
{\displaystyle \rho ^{2}=r^{2}+a^{2}\cos ^{2}\vartheta =0}
Bei dieser Singularität wird {\displaystyle r=0=\cos \vartheta }. In den kartesischen Kerr-Schild Koordinaten {\displaystyle x+{\text{i}}y=(r-{\text{i}}a){\text{e}}^{{\text{i}}\varphi }\sin \vartheta } und {\displaystyle z=r\cos \vartheta } gilt
{\displaystyle x^{2}+y^{2}=(x+{\text{i}}y)(x-{\text{i}}y)=(r-{\text{i}}a)(r+{\text{i}}a)\sin ^{2}\vartheta =(r^{2}+a^{2})(1-\cos ^{2}\vartheta )\quad \Rightarrow \quad x^{2}+y^{2}=a^{2}\quad {\text{und }}z=0\quad {\text{für }}r=0=\cos \vartheta }
Diese Gleichung beschreibt einen Ring mit dem Radius {\displaystyle a}, der in der {\displaystyle x}-{\displaystyle y}-Ebene liegt. Die analytische Fortsetzung für {\displaystyle r>0} und {\displaystyle r<0} diskutieren Stephen Hawking und George Ellis. 
Die Größe {\displaystyle \Delta =r^{2}-r_{\mathrm {s} }r+a^{2}=0} ist eine Koordinatensingularität der Kerr-Metrik, die nicht im Kretschmann-Skalar {\displaystyle K_{\text{Kerr}}} vorkommt.